# Олівер Фріггієрі
Олівер Фріггієрі (27 березня 1947 р - 21 листопада 2020) — мальтійський поет, прозаїк, літературознавець і філософ. Він керував створенням літературної історії та критики на мальтійській мові, викладаючи в Мальтійському університеті, вивчаючи праці Дана Карма, Ружара Бріффи та інших.  Фрідж'єрі досліджував нові жанри, щоб захищати мальтійську мову, написавши лібретті для першої ораторії та першої кантати на мальтійській мові.   З філософії його найбільше цікавили гносеологія та екзистенціалізм. :Vol. 1, p. 184 

## Біографія
Фріггієрі народився у Флоріані в 1947 році. Середню освіту він здобув у Малій семінарії архієпископа  і перебував у Великій семінарії до 1967 року 
Вступив до Мальтійського університету в 1964 р. здобувши ступінь бакалавра мистецтв з мальтійської, італійської та філософської наук (1968). Він був першим здобувачем ступеня магістра мальтійської літератури в Мальтійському університеті (1975). У 1978 р. Фріггієрі здобув ступінь доктора мальтійської літератури та літературної критики в Католицькому університеті Мілана, Італія.

## Кар'єра
Закінчивши навчання в 1968 році, Фріггері викладав мальтійську мову та філософію в середніх школах. У 1976 році він переїхав до Мальтійського університету;  отримав посаду помічника викладача до викладача в 1978 році, а викладача - доцента в 1988 році. Того ж року його обрали головою кафедри мальтійської мови, посаду якої він обіймав до 2002 року. Його було призначено професором у 1990 р.
Фріггієрі був прихильником мальтійської мови та літератури на новій незалежній Мальті. Він був співзасновником Руху літературного відродження Мальти ( Moviment Qawmien Letterarju ) в 1967 році;  частиною редакційної ради (1969–73) газети „ Іль-Польц”, періодичного видання руху  згодом став редактором (1974–1975). Він також був співзасновником популярного дитячого літературно-культурного журналу " Іс-Саґатар" (1971).  У 1971 р. Фріггієрі та Пол Міцці заснували видавництво "мальтійський книжковий клуб",  яке сприяло виданню книг  мальтійською мовою. Він також був членом Міжнародної асоціації критики літератури Парижу, Франція.
Фрідж'єрі публікував у різних жанрах. Оскільки його основним акцентом була мальтійська література, більшість його публікацій не мали безпосередньо філософського характеру; вони включали словники літератури, ораторії, кантати, літературознавство, літературні біографії та антології власної поезії. Фріггієрі також писав літературні аналізи творів Мікіеля Антона Вассаллі  та Пітера Каксаро. Його твори перекладено 16 мовами, включаючи англійську, французьку, німецьку, італійську та грецьку.
Фріггієрі підтримував пресу на мальтійській мові, публікуючи статті.  Фріггієрі писав романи та оповідання. Багато з цих творів представляють особливий інтерес для філософії, демонструючи пафос та філософські роздуми. На його художню літературу та поезію впливав екзистенціалізм.   Він також вшанував пам'ять Карін Грех та Раймонда Каруани - жертв політичного насильства на Мальті у 1980-х.
Фріггієрі був частиною комітету, який перекладав юридичні тексти ЄС на мальтійську мову. У 2008 році Фріггієрі опублікував автобіографію «Квіти, які ніколи не в’януть», що охоплює 1955–1990 роки. Окрім власних творів, він перекладав твори з англійської, італійської та латинської мов на мальтійську.
Фріггієрі отримала золоту медаль  у 2016 році та кілька разів вигравав Національну книжкову премію Мальти. Прем'єр-міністр Джозеф Маскат призначив його головою Фонду національних свят у 2013 році.

## Особисте життя

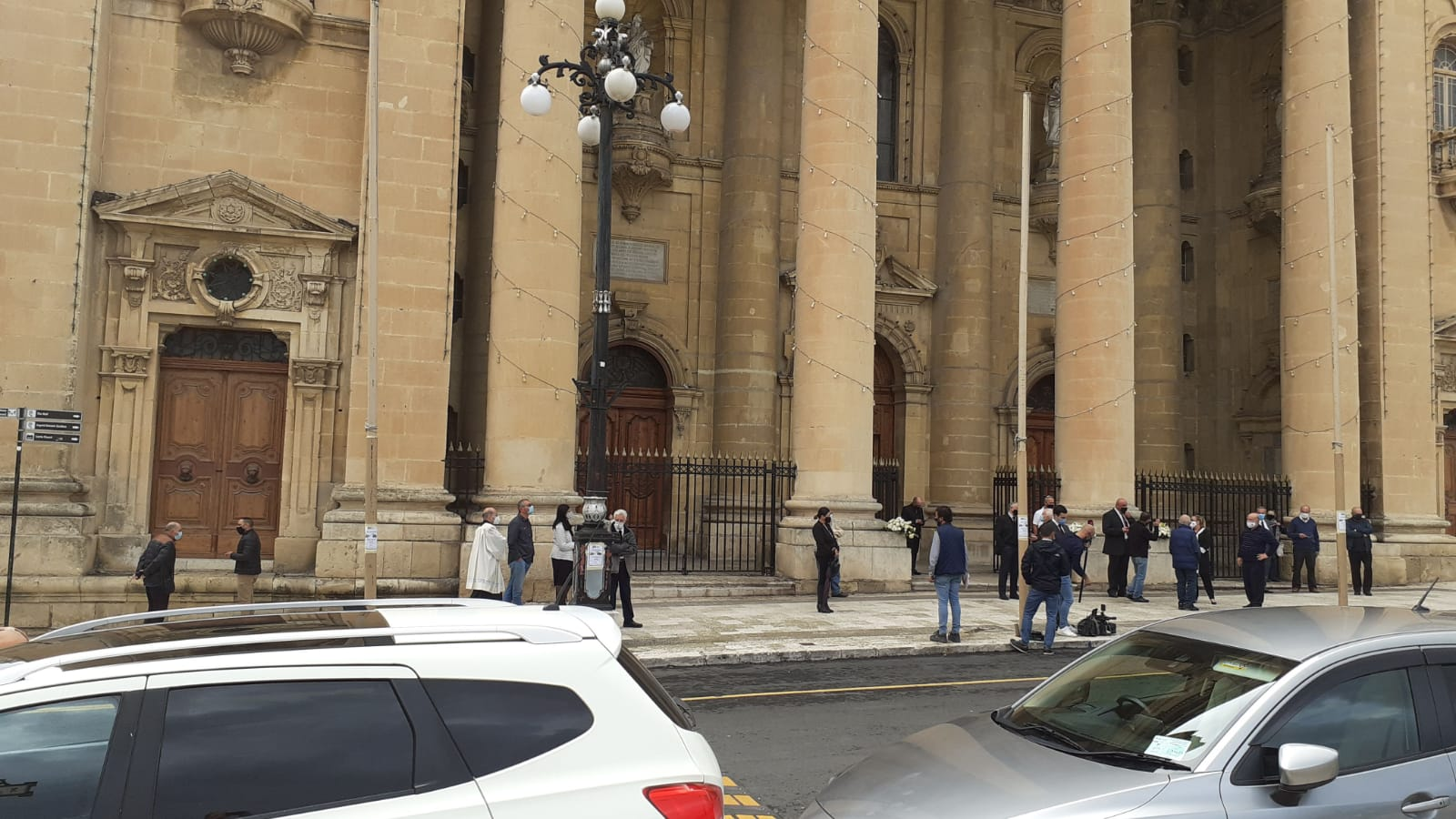
Труна Олівера Фріг'єрі була у парафіяльній церкві Флоріани, перед державною поминальною месою в Мдіні

У Фріггієрі та його дружини Ейлін були одна дочка та двоє онуків. Він помер 21 листопада 2020 р. Уряд Мальти влаштував для нього державні похорони  25 листопада, який був оголошений національним днем жалоби.

## З відзнакою
- Мальта: Government Literary Award (1988, 1996, 1997)[24]
- Мальта: Національний орден Заслуг (1999)
- Італія: приз міжнародного фестивалю поезії в Трієсті[it] (2002)
- Італія: Орден «За заслуги перед Італійською Республікою» (2012)[25]

## Часткова бібліографія
Поезія
- 1967 - Dħa fen fl-imħuħ [9]
- 2002 - Sotto l'ombra degli occhi (антологія) [26]

Розповіді
- 1979 - Stejjer Għal Qabel Jidlam (Stories Before [9][27]
- 1991 - Fil-Gżira Taparsi Jikbru l-Fjuri (На острові, де [7]

Романи
- 1977 - Іль-Гідба (Брехня) [4] :204
- 1980 - Л-Істрамб (  :263–264
- 1986 - Fil-Parlament ma Jikbrux Fjuri (У парламенті не ростуть квіти)  :Vol. II, p. 80
- 1998 - żizimin li Qatt ma Jiftaħ (Жасмин, який ніколи не цвіте) [7]
- 2000 - It-Tfal Ji Ju bil-Vapuri (Діти приходять на кораблях)
- 2006 - La Jibbnazza Niġi Lura (Я повернусь після Бурі) [28]
- 2008 - Fjuri li ma Jinxfux (Квіти, які ніколи не в’януть) [20]
- 2010 - Dik id-Dgħajsa f'Nofs il-Port (Той човен у середині гавані)
- 2013 - Діти приходять на кораблі [29] (англійський переклад роману 2000 року) [30]
- 2015 - Нехай ясна погода принесе мене додому [31]

Словник
- Словник літературних термінів, 1986 [32]

Документальна література та критика
- Kittieba ta 'Żmienna, 1970 [9]
- Ir-Ruħ fil-Kelma, 1973
- Ружар Бріффа - L-Aħħar Poeżiji u Taħdita Letterarja, 1973 [33]
- Вступ до Ġ. А. Вассалло « Іл-Шифен Торк», 1975
- Фл-Гарбіель, 1976 р.
- Il-Kultura Taljana f ' Dun Karm, 1976
- Mekkaniżmi Metaforiċi f'Dun Karm, 1978
- Saġġi Kritiċi, 1979
- Storja tal-Letteratura Maltija, I, 1979
- Дан Карм - іл-Бнідем-філь-Поета, 1980 [34]
- Дан Карм - Il-Poeżiji Miġbura, 1980 [32]
- L'esperienza leopardiana di un poeta maltese: Karmenu Vassallo, 1983 [35]
- Ружар Бріффа - Іл-Поеджі Міґбура, 1983 [36]
- Сванн Мамо - Іл-Кіттіб тар-Ріформа Соджалі, 1984 [30]
- Il-Ħajja ta ' Rużar Briffa, 1984
- L-Idea tal-Letteratura, 1986 [37]
- Іль-Цзієн у Ліл Хінн Мінну, 1988
- Дан Карм, 1989
- Saggi sulla letteratura maltese, 1989
- Il-Kuxjenza Nazzjonali Maltija, 1995 [38]
- L-Istudji Kritiċi Miġbura, 1995 [39]
- L-Istorja tal-Poeżija Maltija, 2001 [40]
- Дан Карм - Le poesie italiane, 2007 [41]